# Documentário

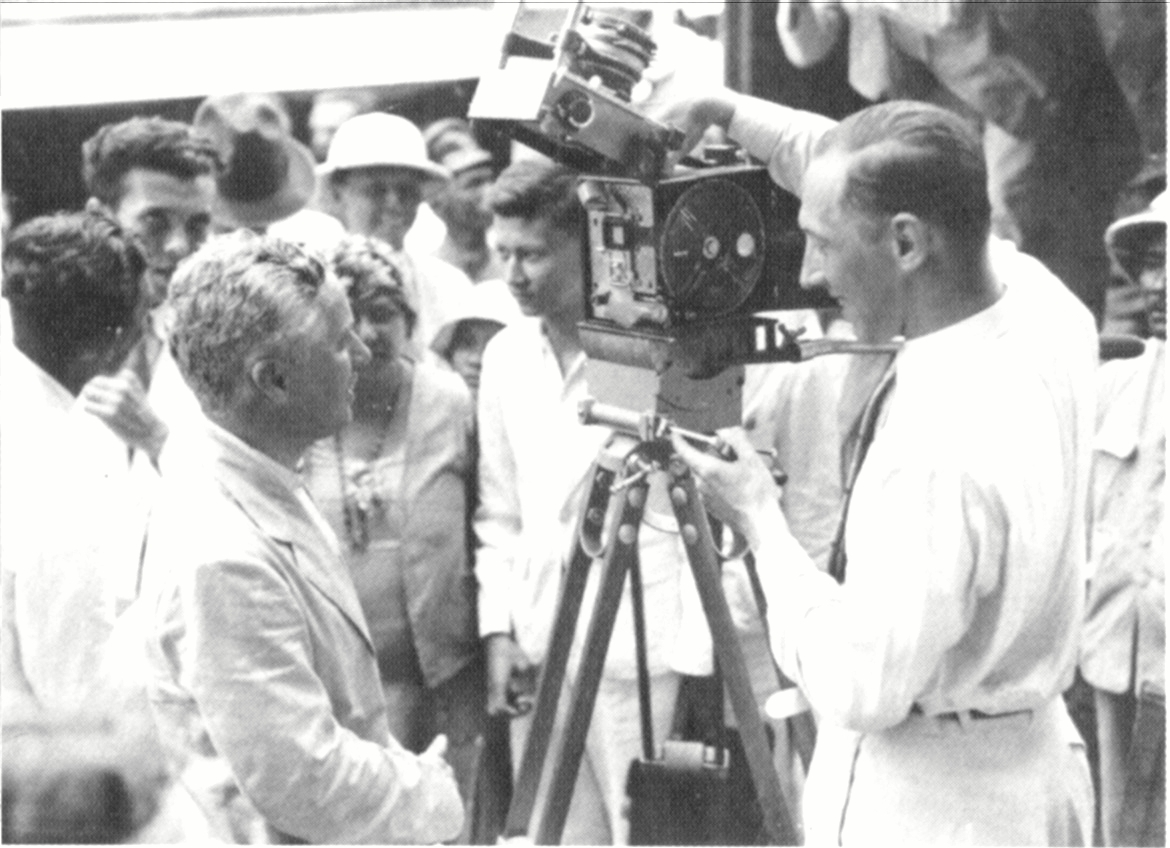
Charlie Chaplin em documentário, 1931.

Documentário é uma produção artística, via de regra um filme, não-ficcional, que se caracteriza principalmente pelo compromisso da exploração da realidade. Isto não significa que represente a realidade «tal como ela é»: o documentário, assim como o cinema de ficção, é uma representação parcial e subjetiva da realidade.

## História
Assim como a fotografia, o cinema veio como uma revelação. "As pessoas nunca tinham visto imagens tão fiéis a seus temas e nem testemunhado movimento aparente que transmitisse sensação tão convincente de movimento real."
“A capacidade do filme de fornecer documentação rigorosa do que aparece diante da câmara leva a pelo menos duas outras direções: ciência e espetáculo. Ambas começam no cinema primitivo (aproximadamente de 1895 a 1906, quando o cinema narrativo começa a predominar).”.
Os Irmãos Lumière (Auguste e Louis) faziam pequenos documentários porque filmavam o que era mais palpável no momento, ou seja, a realidade.
“Prevalecia um tom de exibicionismo, que diferia radicalmente tanto da ideia de olhar para dentro de um mundo privado e fictício como do material documental usado como prova cientifica. Esse exibicionismo também difere do documentário.” (NICHOLS, 2012, p. 121)
“Nem a ênfase na exibição (“cinema de atrações”) nem a ênfase na reunião de provas (documentação científica) proporcionam uma base adequada para o documentário.” (NICHOLS, 2012, p. 122)
Se houvesse uma trajetória linear das características do cinema primitivo até o documentário, seria de esperar que o documentário se tivesse desenvolvido paralelamente ao filme de ficção nos primeiros anos do século XX e não que alcançasse amplo reconhecimento apenas no fim da década de 1920 e no começo da de 1930. (NICHOLS, 2012, p. 123)
Atualmente, há uma série de estudos cujos esforços se dirigem no sentido de mostrar que há uma indefinição de fronteiras entre documentário e cinema de ficção, definindo um gênero híbrido.

## Conceito
“Representa uma determinada visão do mundo, uma visão com a qual talvez nunca tenhamos deparado antes, mesmo que os aspectos do mundo nela representados sejam familiares.” "O discurso do filme documentário tem por característica sustentar-se por acontecimentos reais. Trata efetivamente daquilo que ocorreu, antes ou durante as filmagens, e não daquilo que poderia ter acontecido."
"Os documentários costumam abordar questões sobre as quais existam interesses sociais  ou debates." "A ação tende a se realizar mais no espaço cinematográfico que no espaço cenográfico. Aquilo que na ficção é cenário passa a ser, no documentário, um espaço real, um espaço do mundo, sobre o qual a câmara não exerce domínio total."
“Os documentários de questões sociais consideram as questões coletivas de uma perspectiva social. As pessoas recrutadas para o filme ilustram o assunto ou dão opinião sobre ele.” (NICHOLS, 2012, p. 205).  “O argumento do documentário é quase sempre aberto, porque filmar personagens reais, fatos e locações realistas envolve o acaso, um elemento sempre presente nesse tipo de produção.”
“O documentário é também resultado de um processo criativo do cineasta, marcado por várias etapas de seleção, comandadas pelas escolhas do realizador que podem ser expostas integralmente - ou não - no produto final, após a montagem. “Para cada documentário, há pelo menos três histórias que se entrelaçam: a do cineasta, a do filme e a do público”. (NICHOLS, 2012, p. 93).
“Públicos diferentes veem coisas diferentes; apresentar ou promover um filme de uma determinada maneira pode preparar os espectadores a vê-lo de uma forma e não de outra.” "As ações filmadas tendem a escapar dos limites do enquadramento da câmara. Fazendo com que o registro se torne muitas vezes incompleto, fragmentado". As suposições e expectativas que trazemos para o documentário também podem ter um efeito significativo na maneira pela qual o recebemos.
O documentário nos leva a uma experiência  única, com os sons e imagens organizados de tal  forma que representa mais do que simples impressões passageiras. Passa a representar conceitos abstratos, e de acordo com a bagagem cultural do espectador se terá um determinado ponto de vista que pode ser ou não o que se quis expor. (NICHOLS, 2012, p. 98) “No documentário, a tendência a explorar uma montagem expressiva, em contraposição à montagem narrativa, é consequência direta da própria natureza das imagens disponíveis ao montador.”

## Pré-produção e pós-produção
“Pré-entrevistas marcam o primeiro contato entre documentarista, ou sua equipe de pesquisadores, e os possíveis participantes do documentário.” (PUCCINI, 2009, p. 33)
“Uma das estratégias para manter o interesse do espectador é fazer com que o filme seja conduzido por personagens fortes, que vivam situações de risco, conflituosas, que enfrentem obstáculos para atingir a meta, e que consigam superar esses obstáculos.” (PUCCINI, 2009, p. 39). “A utilização de material de arquivo é recurso adotado com frequência pelos documentaristas como forma de ilustração visual de eventos passados. A busca por esse tipo de material normalmente envolve burocracia e negociação com órgãos públicos e privados que porventura possuam acervo.” (PUCCINI, 2009, p. 32)
“Todo processo de montagem se inicia com a análise do material filmado, tanto das imagens como dos sons captados.” (PUCCINI, 2009, p. 101)
“A narração em voice-over tem um poder de síntese maior do que cartelas de texto estampadas na tela. Uma narração é capaz de fornecer um maior número de informações sem obrigar o espectador a um longo exercício de leitura.” (PUCCINI, 2009, p. 53) “A voz do documentário relaciona-se com as maneiras pelas quais o vídeo e o filme documentário falam do mundo que nos cerca, mas de uma perspectiva especial.”
“A etapa de montagem (ou edição) do filme documentário marca o momento em que o documentarista adquire total controle do universo de representação do filme.”

## Documentários (linha do tempo)

### Anos 1920

#### Nanook, o Esquimó- Robert Flaherty
É, no entanto, nos anos 1920 que se começa a consolidar uma ideia de documentário. Um dos primeiros filmes associados ao gênero é O Esquimó de Robert Flaherty, herdeiro dos populares travelogues do início do século XX.
Apesar de pioneiro, o trabalho de Flaherty está algo longe da noção que temos hoje de documentário. Parte das filmagens de «Nanook» foram encenadas para a câmara, e não apenas documentadas espontaneamente. Apesar de ilustrar certos aspetos da vida dos inuit, a representação daquele povo é simplista na forma como aborda as complexidades da sua estrutura social, para mais facilmente ser compreendido à luz dos padrões culturais americanos. O retrato que Flaherty faz dos inuit é essencialmente romântico, já que tende a filmar um modo de vida de um ponto de vista intemporal, que não correspondia exatamente ao quotidiano destes indígenas. Esta intemporalidade é aquilo que mais caracteriza «Nanook», pois implica o sacrifício da espontaneidade nas filmagens para transmitir uma ideia ocidental do bom selvagem.

#### O Homem da Câmara de Filmar- Dziga Vertov
Flaherty era intuitivo e pragmático, mas não era um teórico. Um dos mais férteis teóricos dos anos 1920 foi sim Dziga Vertov, que desenvolveu a sua obra e teoria por volta desta mesma altura. A obra de Vertov insere-se num contexto político muito oposto ao de Flaherty. Os filmes de Vertov são claramente políticos, apesar de também terem uma componente poética e estética.
O cinema soviético do início do século foi marcado pelo socialismo e pela sua propaganda. Visto como um meio de agitação das massas, beneficiou de um investimento que não teria sido possível caso não fosse visto como um importante instrumento de educação de uma população isolada e analfabeta.
O trabalho de Vertov distinguiu-se devido à sua experimentação com a imagem, para além da montagem (cuja exploração caracteriza, em geral, os mais proeminentes cineastas soviéticos da altura). O essencial da sua teoria foi o conceito de Cine-Olho, uma forma particular de observação apenas possível devido ao uso do dispositivo cinematográfico. Não estando limitada pelas capacidades humanas, a câmara era superior ao olho humano na apreensão da realidade. Esta superioridade do Cine-olho permitiu a Vertov desenvolveu uma nova estética baseada no desafio às capacidades de perceção do olho humano, nomeadamente com os ângulos improváveis que este cineasta utiliza – à semelhança da fotografia de Rodchenko, na qual o cineasta se inspirou.
É com Homem da Câmara de Filmar, a sua obra mais emblemática, que Vertov produz o primeiro filme não-ficcional entendido como tal, estando plenamente consciente disso, como provam os créditos que iniciam a película, e que anunciam ao espectador que o filme que está prestes a ver foi executado sem recurso a cenários, guiões ou atores. Vertov trata a materialidade da vida e a autorreflexividade do cinema. Para este cineasta, a imagem é “a arte do facto”, conceito que nasceu do Construtivismo que, assim como as vanguardas europeias do início do século XX, influenciaram o seu trabalho. E é essa mesma forma de abordar a materialidade e de filmar a realidade que irá influenciar, quatro décadas mais tarde, os cineastas do cinéma vérité.